# Альбер (ресторан)

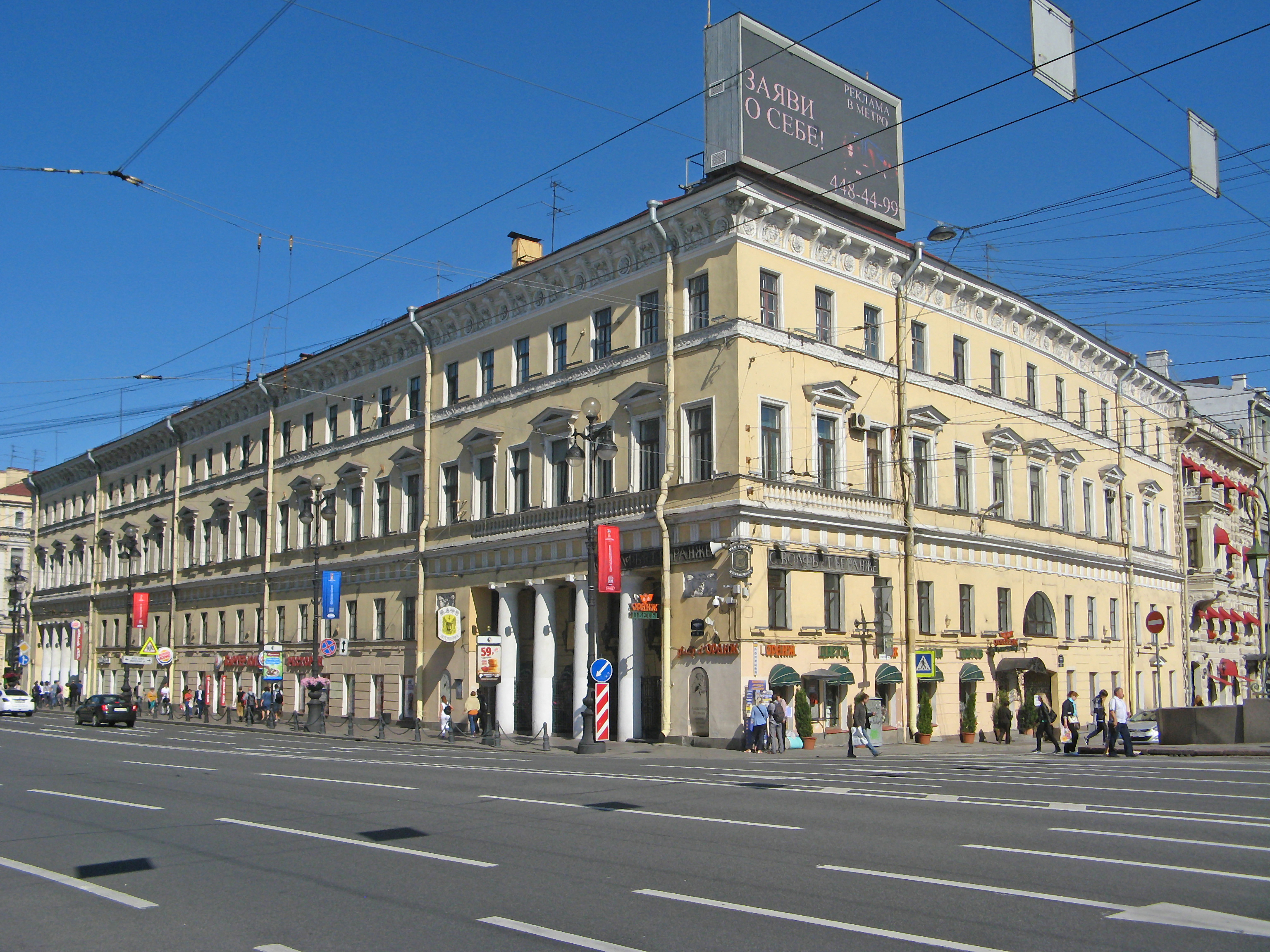
Здание, на втором этаже которого располагался ресторан

Альбер — ресторан второго разряда французской кухни в дореволюционном Санкт-Петербурге, располагавшийся в доме № 18 Пастухова на Невском проспекте. Официально ресторан назывался Французским, но наиболее известен был по имени своего владельца, Альберта Петровича Бетана. Хотя ресторан позиционировал себя, как французский, в нём также подавали итальянские блюда, большой популярностью пользовался ризотто, также упоминались такие блюда, так бифштекс по-гамбургски или жаренная навага.
В Альбере подавались французские, итальянские вина и ликёры. Блюда были недорогими в сравнении с другими французскими фешенебельными ресторанами, например обед из четырёх блюд подавался за один рубль. Владельцу удавалось удерживать низкие цены благодаря его высокой посещаемости, сам ресторан располагался на самом оживлённом участке Невского проспекта. Альбер был открыт в начале XX века и просуществовал первые несколько лет советской власти, хотя к тому моменту перестал подавать блюда французской кухни.
Среди посетителей «Альбера» было множество приезжих гостей. Заведение также любили посещать литераторы, артисты и другие деятели культуры, например Гумилёв, Волошин, Аверченко, Грин, Сомов, Нувель, Мейерхольд, Ауслендер, Сюннерберг, Толстой, Кульбин, Тэффи, Судейкин, Казароза, Кузмин и другие. Особенно часто в Альбере обедали авторы журналов Аполлон и Сатирикон, чьи издательства располагались рядом с «Альбером». Пользовался популярностью ресторан и среди офицеров, в его залах часто происходили громкие скандалы, обсуждавшиеся среди городской общественности и в прессе. Самый громкий случай был связан с демонстративным самоубийством военного.

Встал вспоминать я, например,

Что были вёсны, был Альбер,

Что жизнь была на жизнь похожа

Что были Вы и я моложе…
— Михаил Кузмин

Пять лет тому назад — как сейчас помню — заказал я у «Альбера» навагу, фрит и бифштекс по-гамбургски.— А.Аверченко